# Alby (Öland)
Alby és un poble a la mar Bàltica, al districte Hulterstad de la franja occidental del paisatge agrícola del sud d'Öland. L'evidència arqueològica indica que aquest llogaret és un dels més antics de l'illa d'Öland, que data del Paleolític, i mostra la presència de caçadors recol·lectors. Es remunta a l'edat de pedra quan els colons del continent emigraren a través del pont de gel que connecta l'illa a l'estret de Kalmar si fa no fa del 6000 al 7000 ae. Aquests primers habitants es coneixen com a "poble d'Alby".
En els temps més remots els pobladors subsistien per la caça, la pesca i la recol·lecció, però l'agricultura del 4000 ae suplantà aquest estil de vida, i continua fins ara com el principal mitjà de vida. El poble és damunt del baix cordó litoral i s'estén al nord i sud definint la separació de la plana costanera de Stora Alvaret. Alby se situa a la carretera de la costa est, amb les comunitats de Hulterstad i Triberga cap al sud. Al nord hi ha els llogarets de Stagerstad i Stena. Alby forma part de l'Alvaret Stora, terra designada com a Patrimoni de la Humanitat per la UNESCO per la seua extraordinària biodiversitat i la seua prehistòria.

## Geografia
Alby és a la costa sud-est de l'illa d'Öland, i és travessat pel carril de la ruta 136 de Suècia. Öland és segona illa més gran de Suècia i és a la mar Bàltica, a la part continental del sud-oest de Suècia. Més al sud, a la carretera 136 es troben els llogarets de Triberga i Hulterstad. El poble de Stagerstad és a dos quilòmetres al nord de la carretera perimetral. La ciutat important més propera és Färjestaden, a 25 quilòmetres al nord-oest, a l'embarcador del pont de l'estret de Kalmar al costat d'Öland.
Alby està limitada a l'est per la mar Bàltica i a l'oest pel paisatge agrícola del sud d'Öland, amb pedra calcària estèril expansiva. Altres punts d'interés a la rodalia són l'antiga reserva de joc reial d'Ottenby, a l'extrem sud de l'illa a uns 30 km; a prop és la fortalesa Eketorp, de l'edat del ferro que ha estat restaurada, situada a 21 quilòmetres al sud.

## Geologia

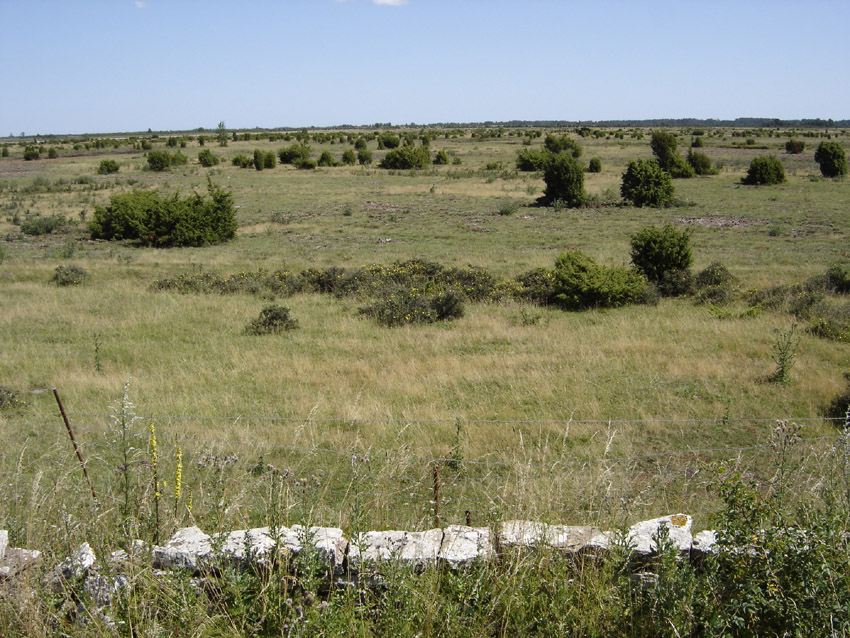
Vista de la geografia d'Alby

Les capes de roca de fons són sobretot de pedra calcària de l'ordovicià, que es remunta a almenys 600 milions d'anys. La major part de la capa superficial del sòl es creà a partir de les glaceres amb la molta de la pedra calcària, acció que va crear la formació plana de pedra. Al final del darrer període glacial es configurà el terreny que actualment té l'illa d'Öland.
El poble d'Alby, així com les civilitzacions precursores de l'edat de pedra fins a l'època medieval, es desenvolupà en una cresta estreta que corre de nord a sud, paral·lela a la costa de la mar Bàltica. Aquest lloc és l'únic (tret de l'arena de platja) al llarg de la costa oriental on el sòl s'estén més del màxim de dos centímetres de Stora Alvaret. La cresta es formà per l'acció de l'onatge durant l'aixecament posterior al període glacial. Per tant, aquesta capa més gruixuda del sòl és l'únic lloc en què es pot construir i practicar l'agricultura.

## Història

### Començament de la història
Els primers colons van construir barraques en l'edat de pedra primerenca fetes de fusta, a la vora d'una llacuna prehistòrica al nord-oest de l'Alby actual. Les excavacions arqueològiques efectuades al segle XX han revelat evidències d'ossos, martes, caça de foques i marsopes; s'evidencia la caça en el Mesolític i les tecnologies de recol·lecció pel descobriment dels ossos de llances, arpons, cornamenta d'ants i pedra foguera. Aquests primers habitants haurien creuat l'estret de Kalmar des del continent cap a la fi del darrer període glacial, abans que la capa gelada es fongués per complet. El poble de l'Alby mesolític és un dels principals recursos de la designació de laUnesco de la Stora Alvaret com a Patrimoni de la Humanitat.

### De l'era del bronze a la dels vikings

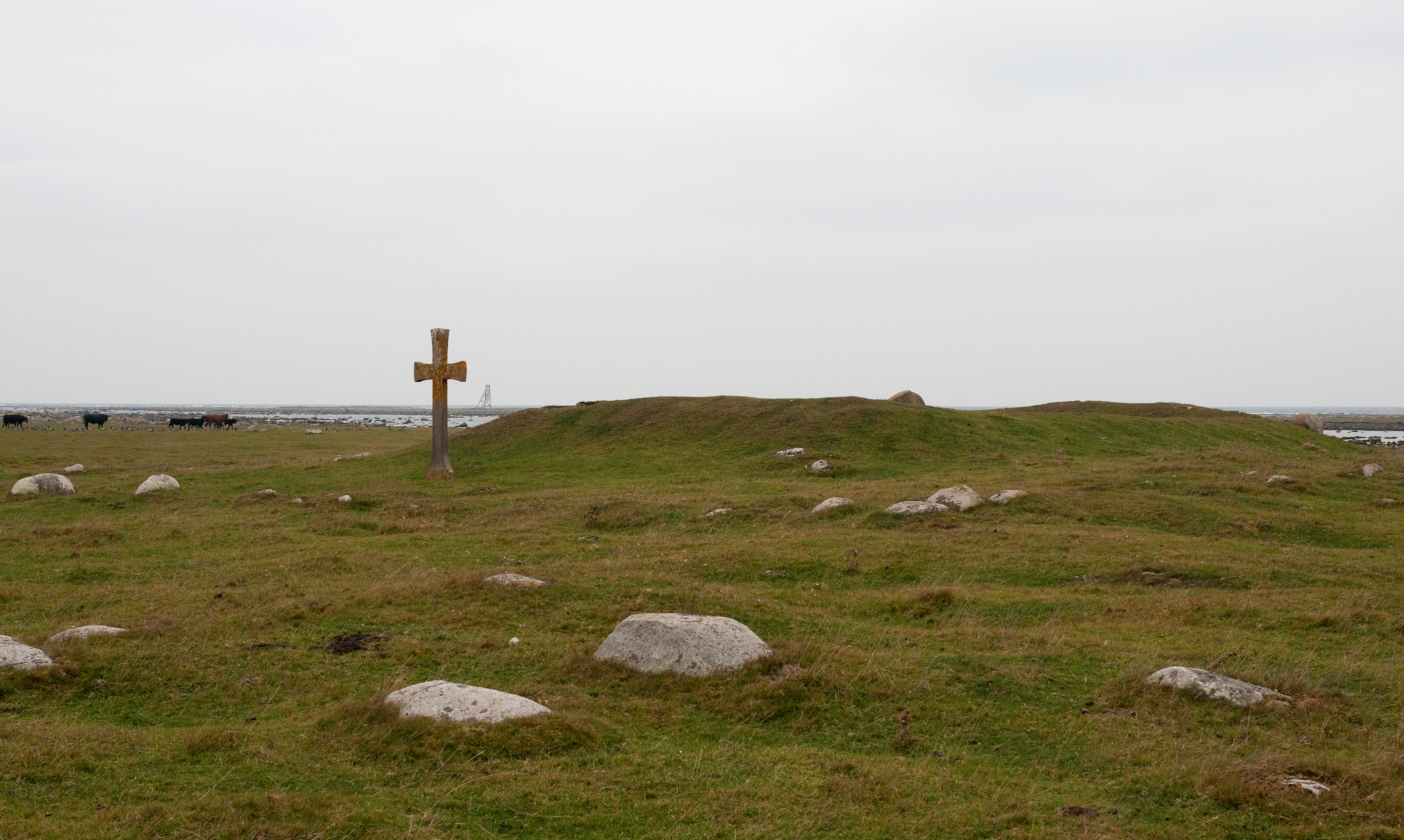
Els túmuls amb pedres

La principal prova de la vida a l'àrea d'Alby del 1000 ae al 1000 es deriva del cementeri d'Hulterstad, lleugerament al sud del districte d'Alby. Hulterstad Gravfeld és a l'est de la carretera de la costa i conté uns túmuls que acullen més de 170 enterraments individuals: és un dels majors cementeris d'Öland. Aquests enterraments abasten l'edat del bronze, la del ferro i els períodes vikings. El terreny ondat és característic de l'edat del ferro, on són els túmuls i hi ha nombroses pedres dempeus. S'han recuperat molts artefactes d'aquest cementeri, incloent-hi cadenes de bronze i una caixa amb agulles d'os.
També s'han trobat tombes vikings al cementeri de Hulterstad, així com l'extens Strandvalle Gravfeld a uns pocs quilòmetres més al sud. Aquests resultats impliquen que Alby era un enllaç dins d'una cadena d'assentaments vikings, que es concentraven a la costa sud-est d'Öland. Els mariners vikings semblaven preferir el costat oriental de l'illa, segurament per les bones platges i un ampli repoblament.

### De l'edat mitjana a finals del s. XVII

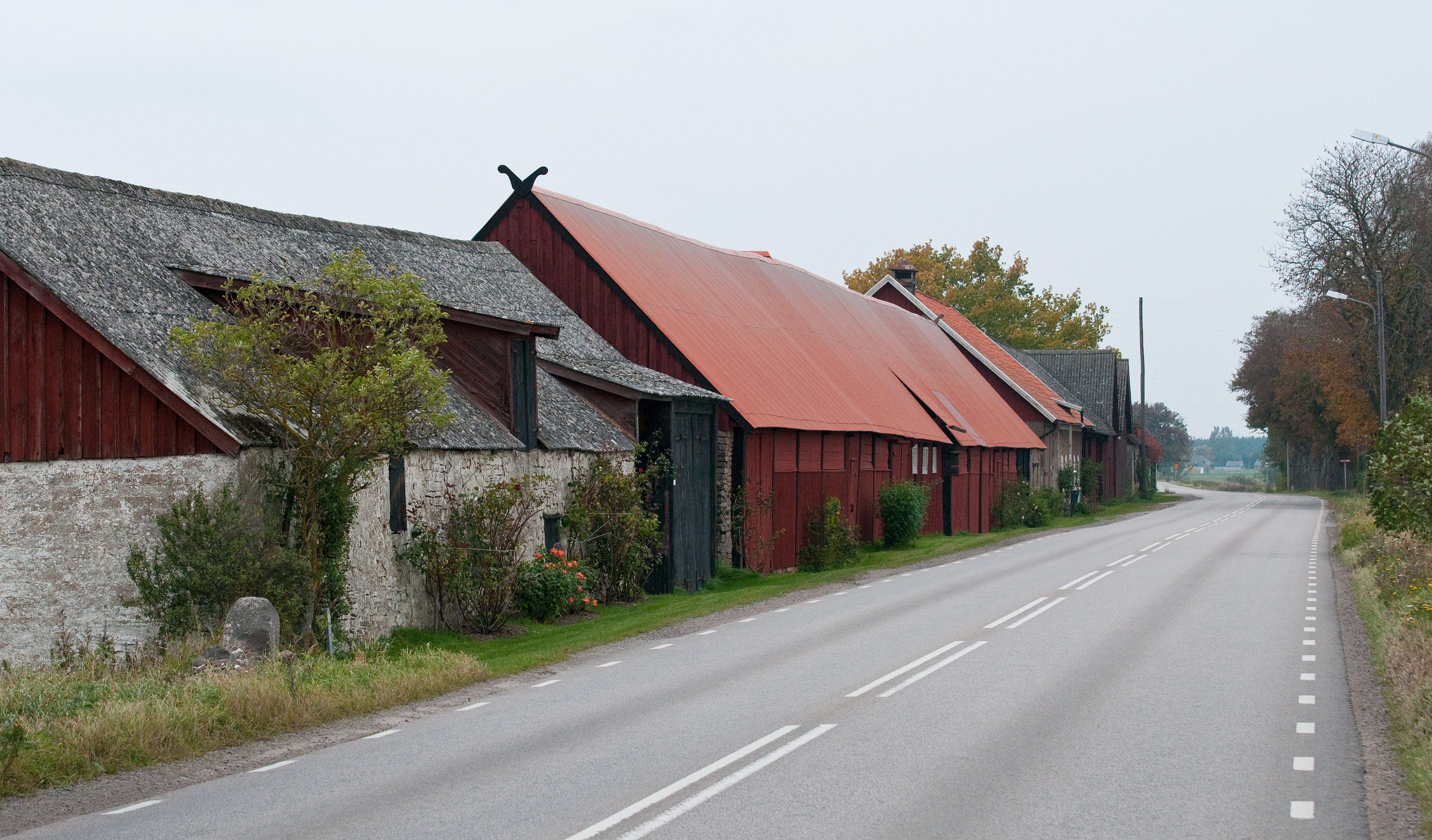
Residències del d'Alby

Tot i que hi ha poca informació registrada sobre aquest període, els enterraments vikings estan datats de l'alta edat mitjana. Per decret reial, els registres de l'església començaren a ser conservats al segle xvii, en forma de naixements, defuncions, bateigs i censos anuals de la llar. Per al districte de Hulterstad, aquests arxius es mantenen a l'església Hulterstad. Aquests registres formen una base de la població i de la durada de la vida dels residents d'Alby a la fi del s. XVII, ja que els registres d'Alby eren diferents d'altres pobles del districte Hulterstad. La població del s. XVII s'ha calculat en 35 a 60 persones amb l'esperança de vida d'aproximadament de 45 anys.
Els edificis més antics d'Alby pertanyen al segle XVI; irònicament, són Malmhouses, les llars creades per a la gent pobra i sense terra, però estan construïdes amb estàndards molt alts de l'època primerenca i són de fusta pesant amb fumerals interiors. Els valors socials i culturals dels suecs demostren la voluntat dels primers ciutadans terratinents de finançar habitatges de qualitat per als membres més pobres de la comunitat, tan aviat com el segle xvi.

### De 1680 a 1870
La població va continuar creixent, però l'agricultura deixa de ser l'única forma de guanyar-se la vida, malgrat que continua sent la forma dominant de treball. El poble creix amb especialistes en oficis com la ferreria i sastreria. La botiga del ferrer del llogaret es construí en aquesta època, al costat oest de la carretera de la costa, probablement al segle xviii, i a partir de 2006 s'ha convertit en un petit museu.
En aquest període comença l'ona d'emigració americana que dugué un gran nombre de suecs cap al Nou Món. A més de les extenses anotacions manuscrites en poder de l'església Hulterstad durant aquest temps, els registres dels passatges de les naus que transporten immigrants palesen que molta gent d'Alby va viatjar als Estats Units. Les còpies dels dos tipus de registres es guarden en l'Institut Suec d'Emigrants de la ciutat de Växjö.

## Demografia i aspecte actual
La població local al 2006 era de 125 persones. Igual que Öland en conjunt, al voltant del 94% són protestants luterans. Més del 90% de la població són suecs nadius. Tot i que la majoria de la població és permanent, hi ha algunes cases que s'usen només per a vacances d'estiu.

## Flora i fauna

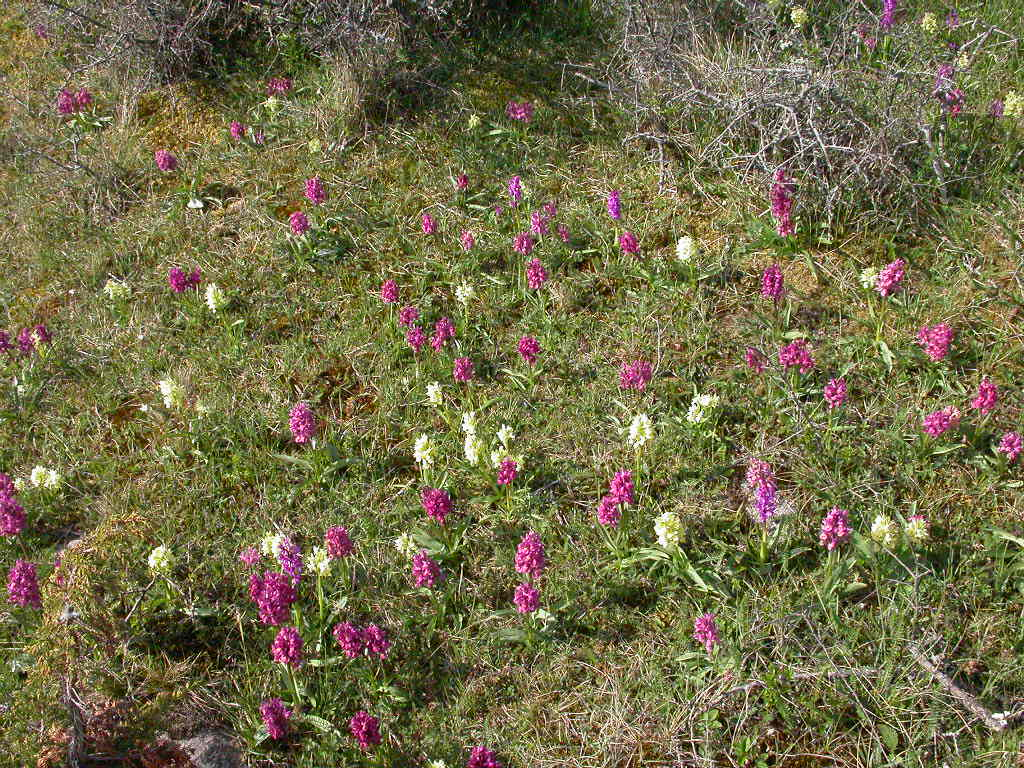
Alvar, flora d'Öland

La franja occidental d'Alby inclou algunes terres de pasturatge i les fronteres de Stora Alvaret, la major extensió d'hàbitat d'alvar a Europa. Aquesta formació geològica única és un altiplà quasi al mateix nivell. El Stora Alvaret té una capa de sòl molt prima, que crea unes condicions d'adaptació poc comunes i manté una gran quantitat d'espècies de plantes rares. El primer estudi científic documentat de la biota de la part oriental de Stora Alvaret es feu l'any 1741 amb una visita de Linné. Escriure sobre aquest ecosistema singular: "Crida l'atenció com algunes plantes són capaces de prosperar als llocs més secs i estèrils la majoria d'alvar". L'alvar ací també és compatible amb espècies rares de papallones, arnes i altres insectes.
Algunes de les espècies relictes del període glacial es troben en el ventall de la flora de Stora Alvaret. Una àmplia varietat de flors i altres plantes hi ha en l'ecosistema de paviment de pedra calcària. Algunes de les espècies són raïm de llop, api oriental, Artemisia Öelandica (endèmica d'Öland), i veça. El nord-oest d'Alby és un aiguamoll estacional que té tolls primaverals i la diversitat de les plantes de marjal.
La part oriental d'Alby és una plana costanera que duu a unes platges d'arena i còdols. Aquesta plana suporta una varietat d'herbes i flors nadiues de platges diferents de l'espècie Alvar, al costat oest d'Alby. Avifauna del costat de la platja són el polit i l'oreneta de mar, que també freqüenten les llacunes primaverals cap al nord. Les aus marines que es troben ací són Phalacrocorax i cignes; i mamífers marins com la foca i la marsopa comuna també s'hi veuen.